# Johann-Heinrich-Merck-Preis
Der Johann-Heinrich-Merck-Preis für literarische Kritik und Essay wurde im Jahre 1964 von der Merck KGaA gestiftet. Er wird seither von der Deutschen Akademie für Sprache und Dichtung während ihrer jährlichen Herbsttagung verliehen, gleichzeitig mit dem Georg-Büchner-Preis und dem Sigmund-Freud-Preis. Die Dotierung beträgt seit 2013 20.000 €.
Der Preis ist Johann Heinrich Merck (1741–1791) gewidmet, dem Verfasser „vorbildlicher Kritiken und Essays“, wie die Akademie schreibt.

## Preisträger
- 1964 Günter Blöcker
- 1965 keine Verleihung
- 1966 Karl Heinz Ruppel
- 1967 Werner Weber
- 1968 Georg Hensel
- 1969 Erich Heller
- 1970 Joachim Kaiser
- 1971 Peter Huchel
- 1972 Horst Krüger
- 1973 H. H. Stuckenschmidt
- 1974 Joachim Günther
- 1975 Walter Höllerer
- 1976 Peter Rühmkorf
- 1977 François Bondy
- 1978 Karl Heinz Bohrer
- 1979 Werner Spies
- 1980 Sebastian Haffner
- 1981 Hilde Spiel
- 1982 Albert von Schirnding
- 1983 Albrecht Schöne
- 1984 Erwin Chargaff
- 1985 Sibylle Wirsing
- 1986 Heinrich Vormweg
- 1987 Reinhard Baumgart
- 1988 Ivan Nagel
- 1989 Lothar Baier
- 1990 Walter Boehlich
- 1991 Peter von Matt
- 1992 Benjamin Henrichs
- 1993 Hans Egon Holthusen
- 1994 Peter Demetz
- 1995 Michael Maar
- 1996 Ulrich Weinzierl
- 1997 Heinz F. Schafroth
- 1998 Iso Camartin
- 1999 Gerhard R. Koch
- 2000 Silvia Bovenschen
- 2001 Friedrich Dieckmann
- 2002 Volker Klotz
- 2003 Klaus Theweleit
- 2004 Anita Albus
- 2005 Hans Keilson
- 2006 Eduard Beaucamp
- 2007 Günther Rühle
- 2008 Lothar Müller
- 2009 Harald Hartung
- 2010 Karl-Markus Gauß
- 2011 Günter de Bruyn
- 2012 Heinz Schlaffer
- 2013 Wolfram Schütte
- 2014 Carolin Emcke
- 2015 Gabriele Goettle
- 2016 Kathrin Passig
- 2017 Jens Bisky
- 2018 Martin Pollack
- 2019 Daniela Strigl[1]
- 2020 Iris Radisch
- 2021 Franz Schuh
- 2022 Niklas Maak
- 2023 Jutta Person
- 2024 Marie Luise Knott
- 2025 Ilma Rakusa